# Morphini
Tribu
Morphini est une tribu de lépidoptères (papillons) de la famille des Nymphalidae et de la sous-famille des Morphinae.

## Historique et dénomination
Cette tribu a été décrite par l'entomologiste anglais Edward Newman en 1834.

## Taxinomie
Elle se décompose en 2 sous-tribus :
- Sous-tribu Antirrheina

Antirrhea (Hübner, 1822).
Caerois (Hübner, 1819).
- Sous-tribu  Morphina

Morpho (Fabricius, 1807).